# Moartea Terrei
Moartea Terrei (în franceză: La Mort de la Terre) este un roman științifico-fantastic belgian din 1910 scris de J.-H. Rosny aîné.  A fost publicat prima dată în Les Annales politiques et littéraires, nr. 1405 - 1412 din 29 mai - 17 iulie 1910.

## Rezumat
În viitorul îndepărtat, Pământul a devenit un deșert imens și uscat. Comunitățile mici de oameni din viitor, parțial adaptați la climatul mai aspru, supraviețuiesc unite prin intermediul rețelei de comunicații „Marele Planetar”. Mijloacele de supraviețuire umană se micșorează rapid dincolo de reparații, resurse de apă devenind din ce în ce mai greu de găsit. Oamenii trăiesc alături de o formă de viață abia inteligibilă - „ferromagnetalii” („les ferromagnétaux”) - aceștia au început să se dezvolte și să se răspândească în interiorul și pe întregul Pământ.
Narațiunea se concentrează în principal pe un grup de oameni condus de Targ, care la începutul poveștii este „veghetorul” („veilleur”) Marelui Planetar. 

## Traducere în limba română
În limba română a fost tradus de Micaela Slăvescu și a apărut la Editura Coresi, în anul 1991.